# Mistrzostwa Polski w Łyżwiarstwie Figurowym 2014
Mistrzostwa Polski w łyżwiarstwie figurowym na sezon 2013/2014 rozgrywane były oddzielnie dla poszczególnych kategorii wiekowych:
- dla Seniorów – w ramach Mistrzostw Czterech Narodów, w dniach 20–22 grudnia 2013, w Bratysławie;
- dla Juniorów – w dniach 7–9 lutego 2014, w Katowicach;
- dla Novice i Młodzieżowców – w dniach 4–6 kwietnia 2014, w Łodzi;
- dla Młodzików – w dniach 7–9 marca 2014, w Oświęcimiu;
- dla formacji synchronicznych – 22–23 lutego, w Gdańsku.

## Seniorzy
Łyżwiarze-seniorzy po raz szósty o mistrzostwo kraju rywalizowali wspólnie z zawodnikami czeskimi i słowackimi, oraz po raz pierwszy z węgierskimi. Zawody dla każdej konkurencji rozgrywane były wspólnie, a wyniki dzielone według krajów – ci, którzy zdobyli trzy najwyższe miejsca, uzyskiwali medale mistrzostw swojego państwa. W zawodach, w kategorii seniorów, wystartowało ogółem 16 solistów, 25 solistek, 1 para sportowa i 4 pary taneczne.

### Soliści
| Miejsce | Zawodnik         | Klub               | Punkty | SP | FS |
| ------- | ---------------- | ------------------ | ------ | -- | -- |
| 1 (3)   | Maciej Cieplucha | ŁTŁF Łódź          | 204,05 | 1  | 1  |
| 2 (6)   | Krzysztof Gala   | MKŁ Łódź           | 154,88 | 2  | 2  |
| 3 (12)  | Kamil Dymowski   | UKŁF Unia Oświęcim | 122,68 | 3  | 4  |
| 4 (14)  | Wiktor Witkowski | ŁTŁF Łódź          | 118,53 | 4  | 3  |

### Solistki
| Miejsce | Zawodniczka           | Klub                    | Punkty | SP | FS |
| ------- | --------------------- | ----------------------- | ------ | -- | -- |
| 1 (3)   | Agata Kryger          | MKS Axel Toruń          | 131,91 | 2  | 1  |
| 2 (9)   | Alexandra Kamieniecki | Spin Katowice           | 116,14 | 1  | 2  |
| 3 (13)  | Marcelina Lech        | MKS Axel Toruń          | 99,65  | 3  | 3  |
| 4 (16)  | Ada Wawrzyk           | UKŁF Unia Oświęcim      | 93,79  | 4  | 4  |
| 5 (17)  | Coco Kaminski         | FSA Warsaw              | 89,98  | 5  | 6  |
| 6 (18)  | Anna Siedlecka        | UKŁF Unia Oświęcim      | 87,43  | 9  | 5  |
| 7 (19)  | Agnieszka Rejment     | MKS Axel Toruń          | 85,19  | 8  | 8  |
| 8 (20)  | Elżbieta Gabryszak    | UKŁF Unia Oświęcim      | 84,08  | 7  | 9  |
| 9 (22)  | Aleksandra Kosowska   | UKŁF Unia Oświęcim      | 83,80  | 11 | 7  |
| 10 (23) | Anastasia Vasilieva   | ŁTŁF Łódź               | 77,54  | 6  | 11 |
| 11 (24) | Walerija Bakunova     | GKS Stoczniowiec Gdańsk | 77,13  | 10 | 10 |
| 12 (25) | Anna Nawrot           | MKS Axel Toruń          | 69,60  | 12 | 12 |

### Pary sportowe
| Miejsce | Zawodnicy                               | Klub               | Punkty | SP | FS |
| ------- | --------------------------------------- | ------------------ | ------ | -- | -- |
| 1 (1)   | Magdalena Klatka / Radosław Chruściński | UKŁF Unia Oświęcim | 123,01 | 1  | 1  |

### Pary taneczne
| Miejsce | Zawodnicy                        | Klub                    | Punkty | SD | FD |
| ------- | -------------------------------- | ----------------------- | ------ | -- | -- |
| 1 (3)   | Justyna Plutowska / Peter Gerber | GKS Stoczniowiec Gdańsk | 122,20 | 1  | 1  |

## Juniorzy
Mistrzostwa Polski Juniorów odbyły się dla kategorii solowych w dniach 7–8 lutego 2014, a dla par tanecznych, podczas Mistrzostw Czterech Narodów, w grudniu 2013 roku. Ogółem, w tej kategorii wiekowej, wzięło w nich udział 9 duetów tanecznych.

### Soliści
| Miejsce | Zawodnik             | Klub                 | Punkty | SP | FS |
| ------- | -------------------- | -------------------- | ------ | -- | -- |
| 1       | Krzysztof Gala       | MKŁ Łódź             | 146,31 | 1  | 1  |
| 2       | Ryszard Gurtler      | UKŁF Ochota Warszawa | 111,39 | 3  | 2  |
| 3       | Wiktor Witkowski     | ŁTŁF Łódź            | 109,36 | 4  | 4  |
| 4       | Kamil Peteja         | UKŁ Spin Katowice    | 105,70 | 2  | 7  |
| 5       | Krzysztof Harmata    | UKŁF Unia Oświęcim   | 98,82  | 5  | 6  |
| 6       | Andrzej Siciński     | MKŁ Łódź             | 98,74  | 6  | 5  |
| 7       | Michał Woźniak       | MKŁ Łódź             | 92,92  | 7  | 8  |
| 8       | Miłosz Witkowski     | ŁTŁF Łódź            | 90,91  | 8  | 10 |
| 9       | Sebastian Szymłowski | UKŁF Unia Oświęcim   | 90,55  | 9  | 9  |
| 10      | Łukasz Kędzierski    | MKŁ Łódź             | 84,22  | 10 | 3  |

### Solistki
| Miejsce | Zawodniczka             | Klub                    | Punkty | SP | FS |
| ------- | ----------------------- | ----------------------- | ------ | -- | -- |
| 1       | Agata Kryger            | MKS Axel Toruń          | 112,95 | 1  | 1  |
| 2       | Marcelina Lech          | MKS Axel Toruń          | 98,46  | 7  | 2  |
| 3       | Weronika Kasprzak       | MKS Axel Toruń          | 95,41  | 5  | 4  |
| 4       | Angelika Ordowska       | MUKS Euro6 Warszawa     | 94,42  | 6  | 5  |
| 5       | Agnieszka Rejment       | MKS Axel Toruń          | 94,27  | 10 | 3  |
| 6       | Aleksandra Kosowska     | UKŁF Unia Oświęcim      | 93,93  | 4  | 6  |
| 7       | Weronika Jaruga         | ŁTŁF Łódź               | 93,86  | 3  | 8  |
| 8       | Anna Siedlecka          | UKŁF Unia Oświęcim      | 93,29  | 2  | 10 |
| 9       | Ada Wawrzyk             | UKŁF Unia Oświęcim      | 90,61  | 9  | 9  |
| 10      | Elżbieta Gabryszak      | UKŁF Unia Oświęcim      | 89,70  | 8  | 12 |
| 11      | Karolina Kucharzyk      | UKŁ Spin Katowice       | 88,78  | 11 | 7  |
| 12      | Olga Zacharewicz        | MUKS Euro6 Warszawa     | 86,04  | 12 | 11 |
| 13      | Anna Zając              | UKŁF Unia Oświęcim      | 83,33  | 16 | 13 |
| 14      | Martyna Czarnobaj       | GKS Stoczniowiec Gdańsk | 81,14  | 13 | 15 |
| 15      | Erika Nersesyan         | UKŁ Spin Katowice       | 80,23  | 19 | 14 |
| 16      | Joanna Hass             | MUKS Euro6 Warszawa     | 78,88  | 14 | 19 |
| 17      | Anna Łukasiak           | GKS Stoczniowiec Gdańsk | 78,82  | 17 | 17 |
| 18      | Anna Nawrot             | MKS Axel Torun          | 78,31  | 15 | 20 |
| 19      | Barbara Ślusarczyk      | UKŁF Unia Oświęcim      | 78,21  | 18 | 18 |
| 20      | Izabela Marzec          | UKŁF Unia Oświęcim      | 76,53  | 22 | 21 |
| 21      | Aleksandra Malinkiewicz | UKŁF Unia Oświęcim      | 76,33  | 26 | 16 |
| 22      | Sarah Papa              | MKS Axel Toruń          | 75,80  | 20 | 23 |
| 23      | Malwina Dubowska        | ŁTŁF Łódź               | 75,41  | 23 | 22 |
| 24      | Oliwia Rzepiel          | MUKS Euro6 Warszawa     | 73,98  | 21 | 25 |
| 25      | Klaudia Hatlas          | UKŁF Unia Oświęcim      | 73,10  | 27 | 24 |
| 26      | Nikola Olszewska        | MUKS Euro6 Warszawa     | 71,34  | 25 | 26 |
| 27      | Anna Dębicka            | GKS Stoczniowiec Gdańsk | 67,64  | 24 | 27 |

### Pary sportowe
| Miejsce | Zawodnicy | Klub | Punkty | SP | FS |
| ------- | --------- | ---- | ------ | -- | -- |
| 1 ()    | [[]]      |      |        |    |    |
| 2 ()    | [[]]      |      |        |    |    |
| 3 ()    | [[]]      |      |        |    |    |
| ()      | [[]]      |      |        |    |    |

### Pary taneczne
| Miejsce | Zawodnicy                            | Klub | Punkty | SP | FS |
| ------- | ------------------------------------ | ---- | ------ | -- | -- |
| 1 (4)   | Beatrice Tomczak / Damian Binkowski  |      | 95,37  | 1  | 1  |
| 2 (5)   | Natalia Kaliszek / Yaroslav Kurbakov |      | 94,69  | 2  | 2  |
| 3 (6)   | Joanna Zając / Cezary Zawadzki       |      | 86,37  | 3  | 3  |